# English National Ballet
English National Ballet är ett av Storbritanniens ledande balettsällskap, grundat 1950 av Alicia Markova och Anton Dolin, först under namnet Festival Ballet.